# ENA: Dream BBQ
ENA: Dream BBQ — приключенческая компьютерная игра, находящаяся в разработке, созданная перуанским аниматором Хоэлем Герра, связанная с веб-сериалом ENA.
Выпуск игры состоялся 27 марта 2025 года для платформ Microsoft Windows, macOS и Linux. Проект состоит из нескольких глав, из которых на данный момент доступна только первая, поскольку остальные находятся в разработке. Игра получила широкое признание как «сюрреалистическая», с заметным влиянием эстетики «вебкора»[неизвестный термин]. По своим жанровым особенностям проект относится преимущественно к приключенческим играм, хотя в нём присутствуют отдельные элементы головоломок и платформера.

## Игровой процесс
Главным героем игры является Эна — гуманоидное существо с лицом, разделённым на две части. Каждая часть представляет отдельную личность с собственными мыслями и голосом: «продавец» и «вредина». Игровой процесс включает исследование мира, диалоги с различными существами, выполнение заданий и прохождение лабиринтов. Основная цель Эны — добраться до «Босса», загадочной личности, которая не появляется в первой главе.
Перед Эной стоит задача устранить дым, препятствующий доступу к Боссу. Для этого Эна проходит через «Одинокую дверь», чтобы найти «Джинна», способного помочь с устранением дыма.
В игре существуют два способа добраться до «Джинна». Классический путь предполагает пересечение «моста», что открывает доступ к парящему острову. При успешном подъёме на этот остров игрок может завершить игру. Альтернативный путь требует прохождения лабиринта, после которого игрок получит доступ к «ритуалу очищения» — локации, описываемой как «опасная и незаконная вечеринка». Преодолев это препятствие, игрок попадает в Ядро — то же место, куда ведёт и классический путь. После выхода из Ядра игра завершается одинаковой концовкой независимо от выбранного маршрута.

## Разработка
Игра связана с веб-сериалом ENA (иногда стилизуется как ƎNA), созданным перуанским аниматором Хоэлем Геррой и публикуемым на платформе YouTube с 2020 года. Действие анимационного сериала в ретро-стиле происходит в нетипичных окружениях и повествует о персонаже по имени Эна, чьи голос и лицо меняются в зависимости от эмоционального состояния. На создание анимационного сериала оказала влияние игра 1998 года LSD: Dream Emulator, а главный персонаж был вдохновлён картиной Пабло Пикассо «Девушка перед зеркалом» и работами бразильского художника Ромеро Бритто. Для распространения официальной продукции проекта в США было установлено партнёрство с компанией Fangamer. На 2023 год YouTube-канал Герры насчитывал 900 тысяч подписчиков.
Анонс игры ENA: Dream BBQ состоялся 23 сентября 2021 года. Первоначально выпуск первой главы планировался на декабрь 2022 года, но позднее был перенесён на 2023 год для дальнейшей доработки. Официальный трейлер игры был представлен 28 января 2023 года. В октябре 2023 года Герра объявил о дополнительной отсрочке выхода игры. Первая глава ENA: Dream BBQ под названием «Одинокая дверь» вышла на ПК в сервисе Steam 27 марта 2025 года. Игра содержит озвучку на различных языках помимо английского, включая греческий, итальянский, японский и русский. Некоторые игровые персонажи созданы под влиянием различных культур, таких как французская, корейская, или перуанская.
Первая глава игры доступна для бесплатного прохождения, однако существует возможность приобрести Supporter Edition Upgrade в качестве загружаемого контента. Supporter Edition включает дополнительные материалы, такие как предпроизводственные анимации, скриншоты разработки, комментарии разработчиков и концепт-арты.

## Критика
Критики и журналисты характеризуют игру как «сюрреалистическую». Доминик Тарасон из PC Gamer отметил, что ENA: Dream BBQ сохраняет «калейдоскопическое сочетание эстетик и стилей анимации» оригинальных анимационных работ, при этом игровой мир отличается большей погружённостью, а персонажи — выразительностью. Джейми Хор из PCGamesN, охарактеризовав игру как «интерактивный кислотный трип», указал на смешение в ней элементов платформера, головоломок и исследования, что затрудняет определение жанровой принадлежности проекта. По мнению Тарасона, описание игры как «симулятора ходьбы» было бы чрезмерным упрощением.
Игра была встречена крайне положительно, собрав более 9 000 отзывов незадолго после релиза. Российский интернет-журнал VGTimes отметил, что ENA: Dream BBQ была восьмой игрой по подпискам в Steam, собрав почти 30 000 подписчиков на момент своего релиза.